# Hermann Wendland

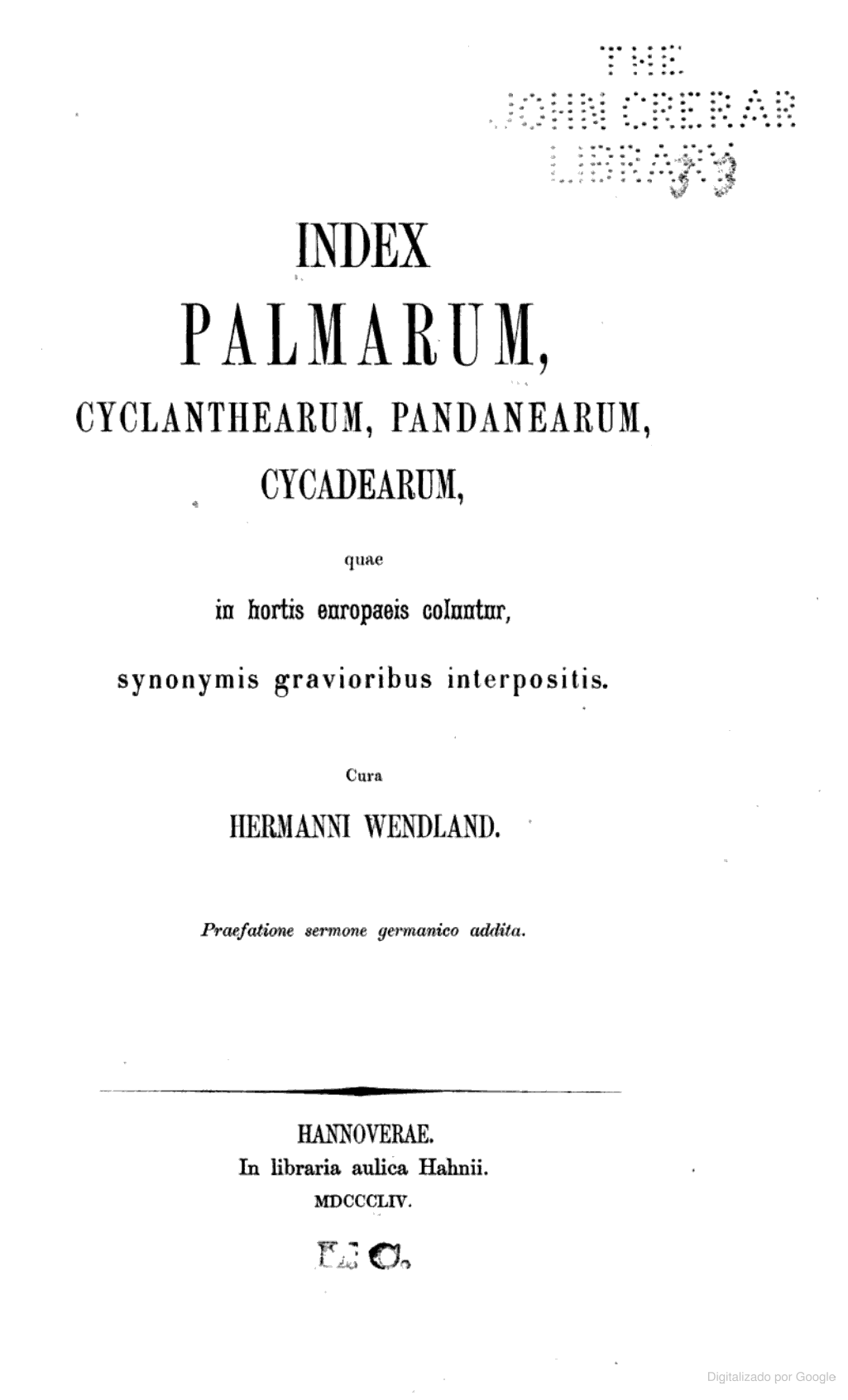
Portada de Index Palmarum.

Hermann Wendland (1825, Herrenhausen, hoy un barrio de Hanóver—1903) fue un horticultor, y botánico alemán.
Fue la tercera generación de una familia de jardineros de la corte de la casa de Hannover. Aprendió jardinería en el Jardín botánico de Gotinga y en el Real Jardín Botánico de Kew, en Londres.
Viaja por América Central entre 1856-1857. A la muerte de su padre, en 1870, le sucede a la cabeza de los Jardines reales.
Hermann Wendland fue un especialista de palmeras y de su cultivo. Fue autor de 130 taxones y de introducir numerosas especies tropicales en los campos europeos.
Las colecciones de orquídeas y de palmeras de los "Jardines Barrocos de Herrenhausen, fueron los más ricos de su época. Lamentablemente, las palmeras, de más de 30 m, fueron destruidas tras los bombardeos aliados de 1944.

## Honores

### Epónimos
Género de palma de Sudamérica
- Wendlandiella Dammer 1905

Especies
- (Araceae) Acontias wendlandii Schott[1]

- (Araceae) Colocasia wendlandii Engl. ex Hook.f.[2]

- (Araceae) Xanthosoma wendlandii (Schott) Standl.[3]

- (Arecaceae) Chamaedorea wendlandii H.Wendl.[4]

- (Arecaceae) Areca wendlandiana Scheff. ex H.Wendl.[5]

- (Arecaceae) Bactris wendlandiana Burret[6]

- (Arecaceae) Eremospatha wendlandiana Dammer ex Becc.[7]

- (Arecaceae) Exorrhiza wendlandiana Becc.[8]

- (Arecaceae) Hydriastele wendlandiana (Baill.) H.Wendl. & Drude[9]

- (Arecaceae) Hyphaene wendlandii Dammer[10]

- (Arecaceae) Nenga wendlandiana Scheff.[11]

- (Arecaceae) Raphia wendlandii Becc.[12]

- (Arecaceae) Stephanostachys wendlandiana Oerst.[13]

- (Asteraceae) Ageratum wendlandii Hort. ex Vilm.[14]

- (Asteraceae) Alomia wendlandii B.L.Rob.[15]

### Algunas publicaciones
- gustav Mann, Hermann Wendland. 1864. On the palms of western tropical Africa. Volumen 24, Parte 3 de Transactions, Linnean Society of London. Editor Linnean Society, 19 pp.

- Index palmarum, cyclanthearum, pandanearum, cycadearum, quae in hortis europaeis coluntur. Hannover, editor Hahn, 68 pp. 1854 en línea

- Die Königlichen Gärten zu Herrenhausen bei Hannover. Hannover, 90 pp. 1852. Reimprimió Kessinger Publishing, LLC, 100 pp. 2010 ISBN 1161107703

## Fuente
- Biografía sobre el sitio de las Sociedades de la Palma y las Cycadas de Australia, (en inglés) Archivado el 4 de marzo de 2015 en Wayback Machine.

- La abreviatura «H.Wendl.» se emplea para indicar a Hermann Wendland como autoridad en la descripción y clasificación científica de los vegetales.[16]